# Liste der Biografien/Noy
Liste der Biografien |
Portal Biografien |
Personensuche
# |
A |
B |
C |
D |
E |
F |
G |
H |
I |
J |
K |
L |
M |
N |
O |
P |
Q |
R |
S |
T |
U |
V |
W |
X |
Y |
Z |
?
 
Na |
Nb |
Nc |
Nd |
Ne |
Nf |
Ng |
Nh |
Ni |
Nj |
Nk |
Nl |
Nm |
Nn |
No |
Nr |
Ns |
Nt |
Nu |
Nv |
Nw |
Nx |
Ny |
Nz
 
Noa |
Nob |
Noc |
Nod |
Noe |
Nof |
Nog |
Noh |
Noi |
Noj |
Nok |
Nol |
Nom |
Non |
Noo |
Nop |
Nor |
Nos |
Not |
Nou |
Nov |
Now |
Nox |
Noy |
Noz
Die Liste der Biografien führt alle Personen auf, die in der deutschsprachigen Wikipedia einen Artikel haben. Dieses ist eine Teilliste mit 46 Einträgen von Personen, deren Namen mit den Buchstaben „Noy“ beginnt.

## Noy
- Noy, Dov (1920–2013), israelischer Volkskundler und Erzählforscher
- Noy, Itamar (* 2001), israelischer Fußballspieler
- Noy, Oz (* 1972), israelischer Fusionmusiker (Gitarre, Komposition)
- Noy, Zachi (* 1953), israelischer SchauspielerZachi Noy (* 1953)

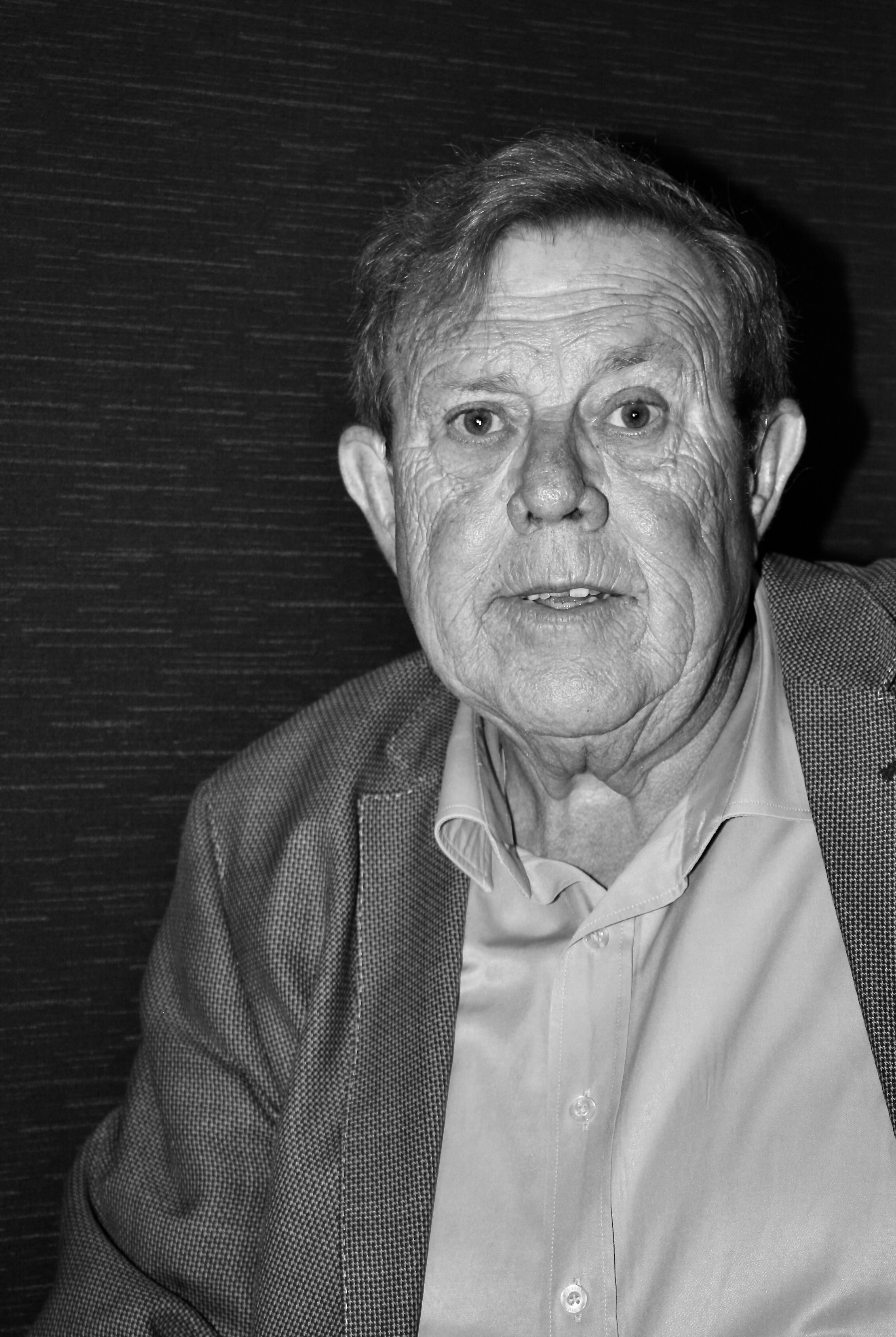
Zachi Noy (* 1953)

### Noya
- Noya, Constantino, bolivianischer Fußballspieler
- Noya, Nippy (* 1946), indonesischer Perkussionist
- Noyan, Bedri (1912–1997), türkischer Völkerrechtler und Mediengründer
- Noyan, Kurtcebe (1888–1951), türkischer General
- Noyan, Ünal (* 1993), deutsch-türkischer Fußballspieler
- Noyau (* 1963), Schweizer Comiczeichner, Karikaturist, Illustrator und Maler

### Noyc
- Noyce, Jonathan (* 1971), britischer Musiker
- Noyce, Phillip (* 1950), australischer Regisseur
- Noyce, Robert (1927–1990), US-amerikanischer Halbleiterpionier, Unternehmer und Mitgründer der Firma Intel

### Noye
- Noyé, Didier, Sachbuchautor
- Noyelle, André (1931–2003), belgischer Radrennfahrer
- Noyelle, Charles de (1615–1686), Generaloberer der Societas Jesu (Jesuitenorden)
- Noyelles-Wion, Baudot de († 1461), Ritter des Ordens vom Goldenen Vlies
- Noyer, Christian (* 1950), französischer Finanzfachmann, Vizepräsident der EZB, Vorstand der BIZ
- Noyer, Jacques (1927–2020), französischer Geistlicher, Theologe und römisch-katholischer Bischof von Amiens
- Noyer-Weidner, Alfred (1921–2001), deutscher Romanist, Italianist und Literaturwissenschaftler
- Noyers, Miles de (1271–1350), französischer Adliger, Marschall von Frankreich
- Noyes, Albertina (* 1949), US-amerikanische Eiskunstläuferin
- Noyes, Alfred (1880–1958), britischer Dichter
- Noyes, Amber Skye (* 1987), US-amerikanische Schauspielerin
- Noyes, Arthur Amos (1866–1936), US-amerikanischer Chemiker
- Noyes, Charles K., US-amerikanischer Improvisationsmusiker
- Noyes, Diarmuid (* 1988), irischer Schauspieler
- Noyes, Edward F. (1832–1890), US-amerikanischer Politiker
- Noyes, Eli (1942–2024), US-amerikanischer Animator, Grafikdesigner und Regisseur
- Noyes, Eliot (1910–1977), US-amerikanischer Architekt und Industriedesigner
- Noyes, H. Pierre (1923–2016), US-amerikanischer theoretischer Physiker
- Noyes, John (1764–1841), US-amerikanischer Politiker
- Noyes, John Humphrey (1811–1886), US-amerikanischer Frühsozialist, Gründer der Oneida-Gemeinde
- Noyes, John S. (* 1949), britischer Entomologe und Parasitologe
- Noyes, Joseph C. (1798–1868), US-amerikanischer Politiker
- Noyes, Julieta Valls (* 1962), kubanisch-amerikanische Diplomatin
- Noyes, Kenny (* 1978), US-amerikanischer Motorradrennfahrer
- Noyes, Maty (* 1997), US-amerikanische Musikerin
- Noyes, Richard M. (1919–1997), US-amerikanischer physikalischer Chemiker
- Noyes, William A. (1857–1941), US-amerikanischer Chemiker
- Noyes, William Albert junior (1898–1980), US-amerikanischer Chemiker

### Noym
- Noymer, Andrew J. (* 1971), US-amerikanischer Soziologe und Astronom

### Noyo
- Noyola, Teresa (* 1990), mexikanisch-US-amerikanische Fußballspielerin
- Noyon, Joseph (1888–1962), französischer Komponist und Kirchenmusiker
- Noyori, Kazuya (* 2000), japanischer Fußballspieler
- Noyori, Ryōji (* 1938), japanischer Chemiker, Nobelpreisträger für Chemie